# Villa Santa Rita
Villa Santa Rita é um bairro da cidade argentina de Buenos Aires. Está localizada na parte oeste da Capital Federal Argentina.
O escritos Jorge Luis Borges colocou neste bairro o cenário do seu conto Hombre de la esquina rosada.

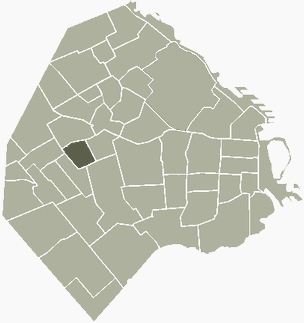
Villa Santa Rita na cidade de Buenos Aires